# Acacia gansbergensis
Acacia gansbergensis é uma espécie de leguminosa do gênero Acacia, pertencente à família Fabaceae.